# Bogesundslandets naturreservat
Bogesundslandets naturreservat ligger i Vaxholms kommun, Stockholms län. Naturreservatet bildades 2015 för att bevara, vårda och utveckla ett område med stor betydelse för ett mångsidigt friluftsliv och med höga natur- kulturmiljövärden. Naturreservatet ingår i EU-nätverket Natura 2000 värdefulla naturområden.

## Bakgrund
Bogesundslandet med sina stora sammanhängande skogar omtalades redan på 1950-talet som en plats ”där stadsbon kan finna rekreation från trafikbuller och jäkt”. Naturen i området är varierande med stränder mot Saltsjön, skogar och kulturlandskap. Bogesunds slott uppfördes på 1600-talet av Per Brahe d.y. och byggdes om på 1800-talet med en normandisk medeltidsborg som förebild. Slottet inlöstes av staten 1946. I väster mot Stora Värtan ligger Frösvik, som var ätten Oxenstiernas Säteri.

## Beskrivning
Naturen i området är varierande med skogar, kulturlandskap och stränder mot Stora Värtan, Askrikefjärden, Tallaröfjärden och Södra Vaxholmsfjärden. Här finns fornlämningar från bronsåldern och järnåldern, äldre gårdsmiljöer. Naturen består till stor del av barrskogar och ädellövskogar. Alla ädellövträd finns representerade i naturreservatet och söder om Frövik finns en lindskog.
Jordbrodammen var från början en våtmark, men dikades ut och växte igen med huvudsakligen björk. På 1990-talet återskapades området i samband med att Waxholms golfbana byggdes. Vattennivån höjdes och dammen är återigen en omtyckt häckningsplats för flera sorters fåglar och en mycket populär fågelskådningsplats.
Dammstakärret är utsett till Natura 2000-område. Kring skogssjön breder en hällmarksskog ut sig och i norr finns en mindre gammelskog. Runt sjön finns olika typer av våtmarker och kärret rikt på fågelarter.

## Galleri

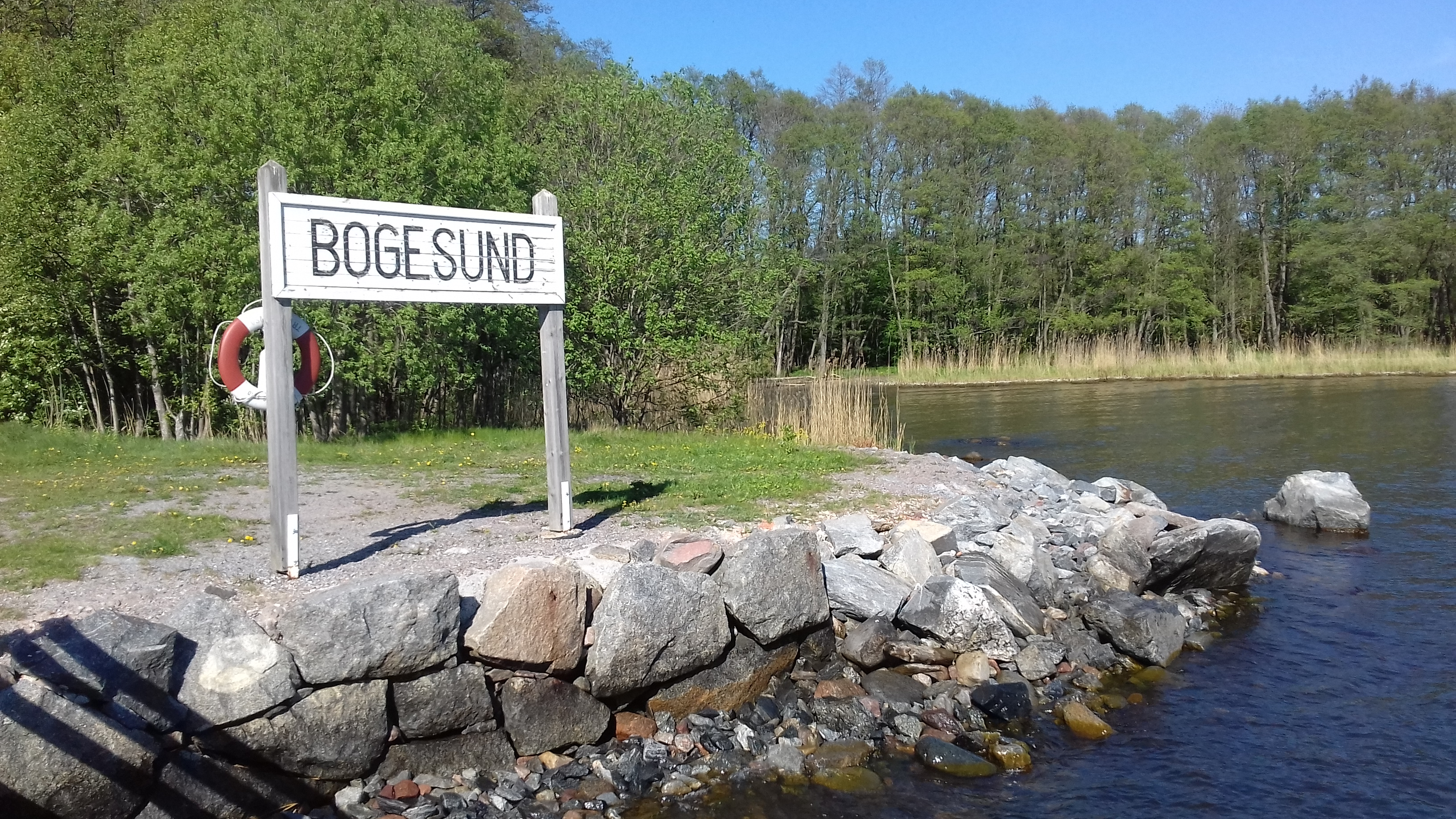
Gamla ångbåtsbryggan
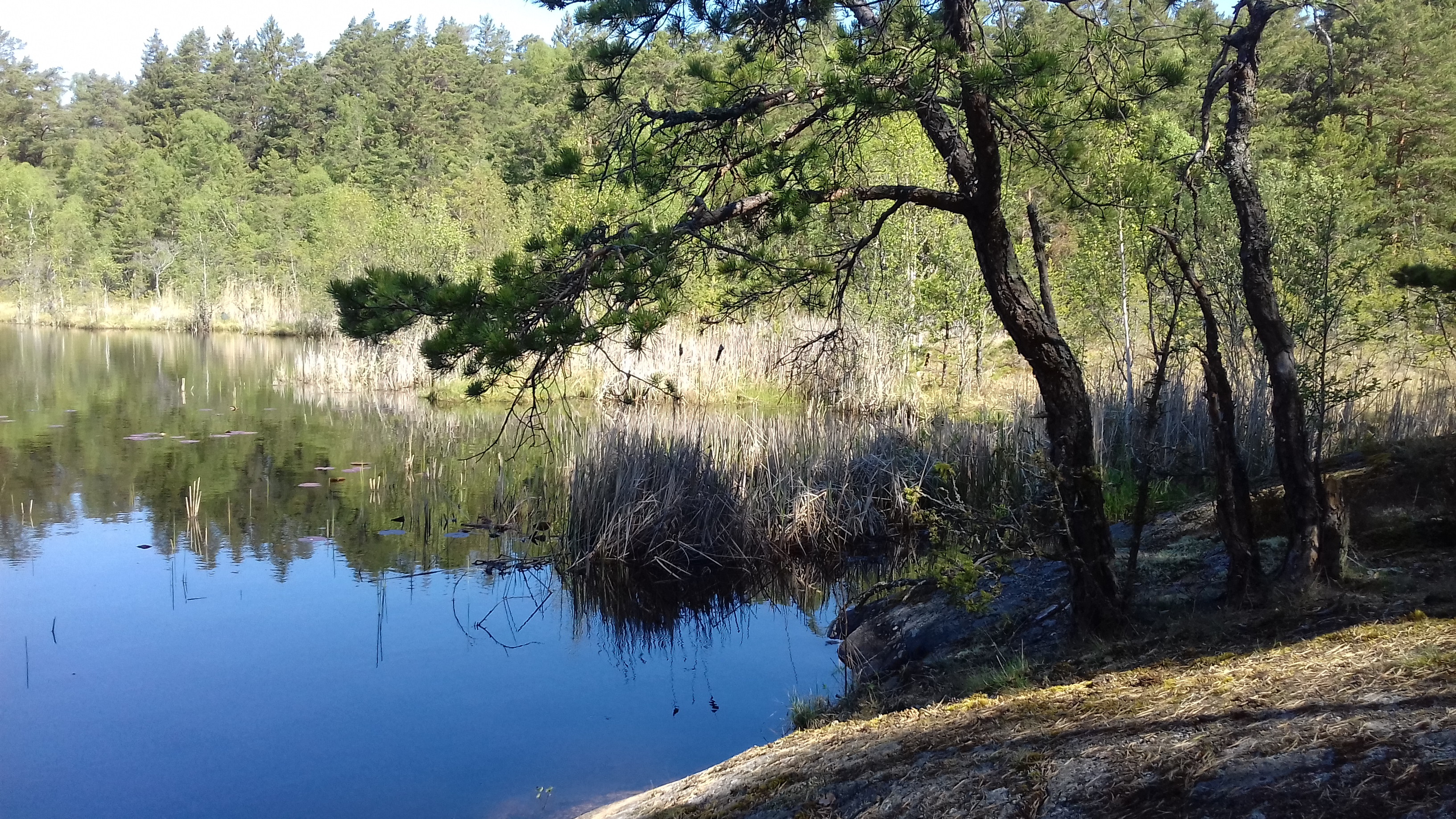
Dammstakärret östra stranden